# Mission Point fyr
Mission Point fyr är en inaktiv fyr på halvön Old  Mission Point i en vik av Michigansjön omkring 27 kilometer norr om Traverse City i Michigan i USA.
Fyren, som tändes första gången år 1870, står på taket av en låg träbyggnad. Den är en exakt kopia av den nu rivna Mama Juda fyr som byggdes på en ö i Detroitfloden år 1866. Fyren är placerad några hundra meter från 45 breddgraden, som är väl skyltad, mitt mellan nordpolen och ekvatorn.
Fyren på Mission Point skulle varna fartygstrafiken för sandbankarna i området. Den var försedd med en fresnel-lins av femte storleken och visade en vit blixt var sjätte sekund. Fyrlyktan eldades med valolja och lysvidden var 11 sjömil.
Fyren, som ständigt var utsatt för erosion, togs ur drift år 1933 och fem år senare byggdes en fyr på ett högt torn på en sandbank på 5,8 meters djup omkring 3,2 kilometer nordväst om Mission Point. Fyrlyktan drevs med batterier och visade en vit blixt var trettionde sekund.